# Graham Taylor
Graham Taylor (Worksop, 15 settembre 1944 – Kings Langley, 12 gennaio 2017) è stato un allenatore di calcio e calciatore inglese, di ruolo difensore.

## Biografia
Nasce a Worksop, nella contea del Nottinghamshire. Nel 1947 si trasferisce nella città di Scunthorpe, nel Lincolnshire, da lui considerata la sua "città natale". Figlio di un giornalista sportivo che lavorava allo "Scunthorpe Evening Telegraph", Taylor inizia ad appassionarsi al calcio quando assiste allo stadio ad una partita dello Scunthorpe United e successivamente comincia la sua carriera da giocatore.

## Carriera

### Giocatore
Cresciuto nello Scunthorpe United Football Club, nel 1962 si trasferisce al Grimsby Town, giocando la sua prima partita nella Second Division inglese. Nel 1964 nonostante la retrocessione nella Third Division, decide di continuare a giocare nel suddetto club, ma 4 anni dopo, quando la squadra retrocede nella Fourth Division, Taylor, dopo aver disputato 189 partite e segnato due reti, si trasferì al Lincoln City, collezionandovi 150 partite e 1 gol siglato. A causa di un grave infortunio, nel 1972 è costretto al ritiro dal calcio giocato.

### Allenatore

#### Gli inizi: Lincoln City
Intraprende la carriera da allenatore prima dei 30 anni nel 1972, allenando il Lincoln City per 5 stagioni con cui raggiunge nel 1977 la promozione nella Third Division.

#### Watford: i primi successi
In seguito, nel 1977 viene ingaggiato al Watford dal neo presidente Elton John, diventando uno degli allenatori più giovani ed emergenti in quell'epoca. Nella stagione 1977-1978, Taylor ottiene la promozione nella Third Division e in pochi anni riuscì a portare gli Hornets nella First Division. Nell'annata 1982-1983, al suo primo esordio nella massima serie inglese, l'allenatore centra un sorprendente secondo posto dietro al Liverpool, raggiungendo così una storica qualificazione in Coppa UEFA. La stagione successiva, nella competizione europea, Taylor ottiene grandi vittorie contro Kaiserslautern e Levski Sofia, ma agli ottavi di finale viene sconfitto ed eliminato dallo Sparta Praga. Nel 1984, al termine del campionato nazionale, si qualifica per la finale di FA Cup ove viene battuto 2-0 dall'Everton.

#### Aston Villa
Dopo dieci stagioni, nel 1987 Taylor lascia il Watford per sedere sulla panchina dell'Aston Villa. Con i Villans riesce nel primo anno ad ottenere la promozione nella First Division, grazie al secondo posto davanti al Middlesbrough, e due anni dopo consegue di nuovo in carriera un secondo posto, sempre alle spalle del Liverpool, nella First Division 1989-1990.

#### Nazionale inglese

##### 1990-1993
Nel luglio 1990, al termine del mondiale, la FA nomina Taylor commissario tecnico della Nazionale inglese, succedendo a Bobby Robson.
L'avventura di Taylor alla guida dei Tre Leoni inizia qualche mese dopo con una vittoria contro la Polonia, nella prima gara di qualificazione per Euro 92. In un girone tutt'altro che ostico, la formazione inglese raggiunge a malapena il primo posto, riuscendo a "staccare il biglietto" di qualificazione solo all'ultima giornata, grazie ad un gol di Lineker a pochi minuti dal termine della sfida contro i biancorossi.
All'europeo svedese, l'Inghilterra, inserita nel gruppo A, raccoglie solo due pareggi a reti bianche e una sconfitta che le costano un'eliminazione prematura e l'ultima posizione nel gruppo, benché fosse alla vigilia del torneo una delle favorite per la vittoria finale. Malgrado il pessimo risultato, e le critiche severe da parte della stampa e dei tifosi contro il commissario tecnico, la Federazione conferma Taylor sulla panchina inglese.
Nelle qualificazioni per il mondiale del 1994, Taylor fatica a ottenere buoni risultati e, a due giornate dal termine, in una sfida fondamentale per il secondo posto nel girone, incassa contro l'Olanda una sconfitta decisiva che comporta, nella gara successiva ed ultima, la mancata qualificazione della nazionale britannica al mondiale americano, nonostante una disperata vittoria in goleada per 7-1 contro San Marino, resa vana dal successo degli Orange in Polonia.
Il 24 novembre 1993 Taylor rassegna le sue dimissioni dal ruolo di commissario tecnico della nazionale inglese. Tuttavia in seguito all'eliminazione, l'allenatore e la stampa inglese contestarono alcune decisioni arbitrali prese dal direttore di gara Assenmacher nella partita di ritorno contro i Paesi Bassi, in particolare per non aver espulso Koeman nel secondo tempo e per altri episodi decisivi, avvenuti durante la partita, che a detta loro hanno compromesso il risultato finale e di conseguenza la classifica del gruppo.

### Wolverhampton, ritorno al Watford e Aston Villa

#### Ultime panchine e ruoli dirigenziali
Dopo le amare delusioni sulla panchina della nazionale inglese, Taylor viene ingaggiato dal Wolverhampton per una sola stagione.
Nel febbraio 1996 ritorna al Watford, senza riuscire ad evitare la retrocessione. Ma due anni dopo, nel 1998, arriva il successo con la promozione nella First Division con ben 88 punti in classifica, e nel 1999 consegue ancora una volta la promozione nella Premier League, dopo aver battuto ai playoff Birmingham City e Bolton. Confermato per le successive annate, lasciò il club nel 2001 per poi approdare nuovamente all'Aston Villa, ove concluse la sua carriera da allenatore nel 2003, restando solo una stagione e ottenendo la salvezza con 45 punti.
Dopo essersi congedato dal ruolo di allenatore, il 16 dicembre 2009 Taylor viene nominato presidente ad interim del Watford Football Club, conservando la carica fino al 30 maggio 2012. Fu nominato presidente onorario il giorno successivo, mantenendo questo incarico fino alla sua morte.

## Vita privata
Nel 1965 Taylor sposa Rita Cowling, dalla quale ha avuto due figlie, Joanne e Karen. Muore il 12 gennaio 2017, stroncato da un attacco di cuore, all'età di 72 anni.

## Televisione
Graham Taylor divenne molto famoso in TV, soprattutto in Inghilterra, grazie al documentario inglese "GRAHAM TAYLOR, AN IMPOSSIBLE JOB", realizzato tra il 1992 e il 1994 da Chrysalis Records. Il documentario segue la nazionale di calcio inglese nei mesi che precedono la mancata qualificazione per la Coppa del Mondo FIFA 1994, e mostra la pressione a cui era sottoposto il commissario tecnico inglese da parte della stampa britannica prima delle sue dimissioni. Fu trasmesso per la prima volta da Channel 4 il 24 gennaio 1994.

## Palmarès

### Allenatore

#### Club

##### Competizioni nazionali
- Campionato inglese di quarta divisione: 1

Lincoln City: 1975-1976
Watford: 1977-1978
- Football League One: 1

Watford: 1997-1998